# Restes del Molí d'en Galceran
Les Restes del Molí d'en Galceran és una obra de Sales de Llierca (Garrotxa) inclosa a l'Inventari del Patrimoni Arquitectònic de Catalunya.

## Descripció
Molí que formava part del conjunt de dependències de la gran pairalia de Can Galceran, està situat a pocs quilòmetres de l'església de Santa Cecília, en direcció a la Vall de Riu. És de planta rectangular i teulat a dues aigües, amb els vessants vers les façanes principals. Disposa de baixos, lloc on havien estat instal·lats tots els útils necessaris per a moldre el grà, i pis superior, amb accés directe des de l'interior. El molí d'en Galceran va ser bastit amb pedra petita del país, essent remarcable la manca d'ús de carreus ben tallats. Aquest edifici està situat al costat de la riera de Sadernes, de la qual canalitzava les aigües per tal de moure les seves moles.